# Jean Bedoire den yngre
Jean Bedoire[uttal saknas], född 1683 i Stockholm, död där 21 december 1753, var en svensk förmögen affärsman, grosshandlare och bankdirektör. Han var son till den från Frankrike invandrade perukmakaren och grosshandlaren i Stockholm Jean Bedoire den äldre och bror till Frans Bedoire.

## Biografi

### Tidiga år
Jean Bedoire föddes 1683 i Stockholm som son till perukmakaren och grosshandlaren Jean Bedoire den äldre, samt bror till handelsmannen Frans Bedoire. Han var reformert kristen och av franskt ursprung. Han tillhörde den förmögne köpmannasläkten Bedoire från Saintogne.

### Karriär
Bedoire började som affärsman omkring 1710, till en början som kompanjon med sin far.
Trots upprepade påstötningar dröjde det till 1723 innan han skaffade sig burskap som borgare i Stockholm, enligt egna uppgifter för att han som reformert tvekade att underkasta sig borgareden. Redan då hade han byggt upp en betydande affärsrörelse, främst i form av importhandel och rederirörelse. Framför allt dominerade den svenska saltimporten, och ägde vid Stadsgården stora upplagsbodar för salt. De för sin tid oerhörda summor han tjänade på sin verksamhet investerade han inte själv, utan lånade ut dem till firmor och enskilda och kom därigenom att bygga upp en omfattande bankverksamhet. Vid sin död hade han utstående fordringar på 4 089 990 daler kopparmynt, av vilka många visade sig vara osäkra. Tillgångarna i boet beräknades till 3 424 788 och sammantaget kan Bedoire anses vara den handelsman i Sverige som under 1700-talet lyckades bygga upp den största privata förmögenheten efter Niclas Sahlgren.
Bedoire investerade endast undantagsvis sin förmögenhet i bruks- eller fabrikföretag. År 1741 grundade han tillsammans med tre kompanjoner ett sockerbruk vid Lilla Nygatan i Stockholm. De enda offentliga uppdrag han åtog sig var som medlem Stockholms borgerskaps äldste.

### Donationer
Bedoire var en betydande gynnare av vetenskapliga och konstnärliga verksamheter. Han kom bland annat att finansiera ett flertal av vetenskapsmannen Carl von Linnés utlandsresor. Vidare var han frikostig mot den reformerta församlingen i Stockholm.

### Eftermäle och minnen

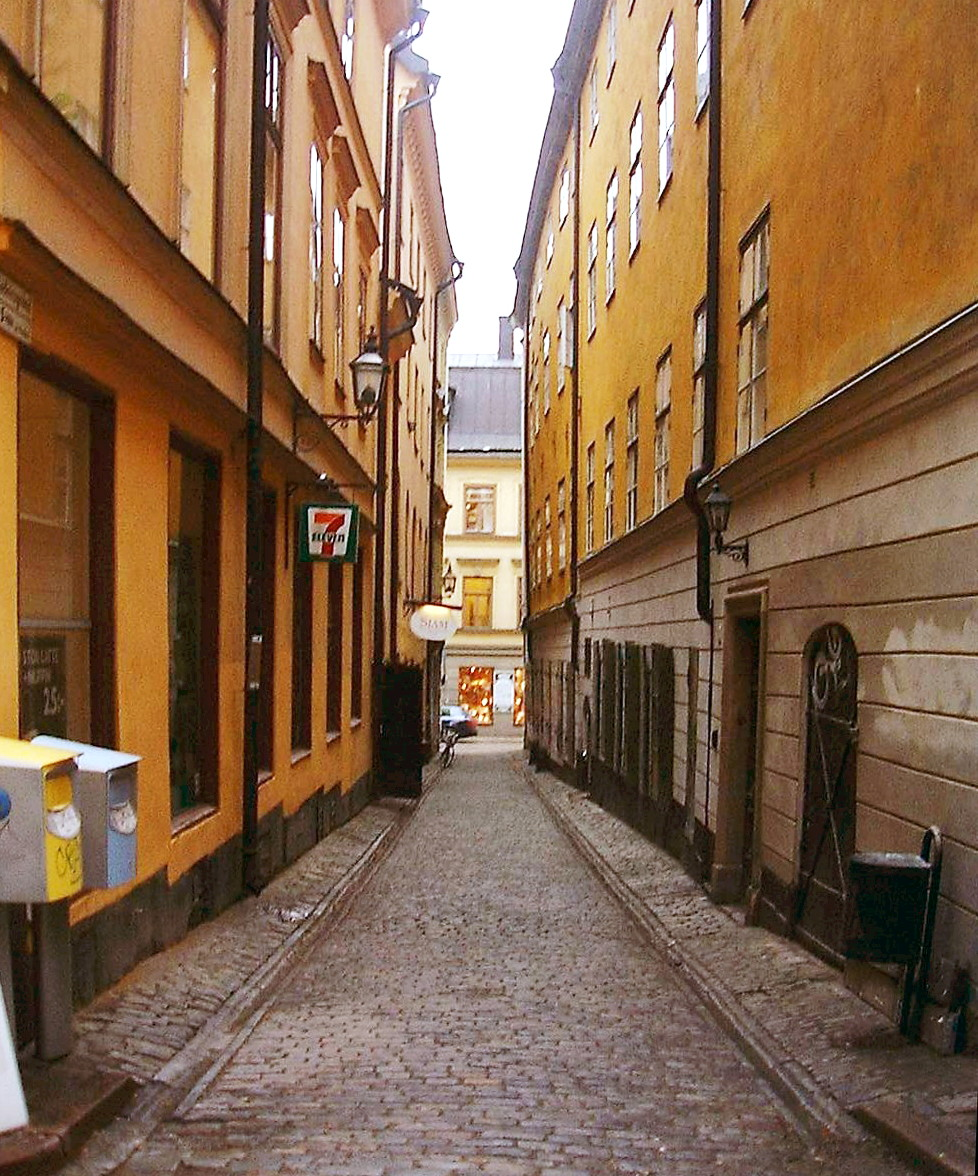
Bedoirsgränd i Gamla Stan uppkallad efter Jean Bedoire d.y. Foto 2007.

Bedoirsgränd i Gamla stan är uppkallad efter honom.

### Familj
Bedoire gifte sig 1707 med Juliana Paradis (död 1754), dotter till Henrik Paradis, liksom änka efter Konrad Kuyper. I äktenskapet föddes flera barn, om endast en pojke. Döttrarna Maria Christina, Charlotte och Magdalena gifte sig med förmögna handelsmän, Frans Jennings respektive Johan Henrik Lefebure och Herman Petersen. Efter hans död överflyttades hans förmögenhet genom döttrarna till köpmannasläkterna Jennings, Lefebure och af Petersens.

### Övriga källor
- Ivar Simonsson: Jean Bedoire den yngre i Svenskt biografiskt lexikon (1922)